# 本郷 (海老名市)
本郷（ほんごう）は、神奈川県海老名市の地名。丁番を持たない単独町名で、住居表示未実施。面積は3.08km2。

## 地理
市内南東端に位置し、相模野台地から相模平野にかけて広がる。
北で中河内・上河内・杉久保南、東で綾瀬市吉岡および藤沢市用田、南で藤沢市宮原および高座郡寒川町倉見、西で門沢橋・中野とそれぞれ隣接する（特記ないものは海老名市）。

### 河川
- 永池川 - 地内北西部を流れる。
- 目久尻川 - 地内南東端を流れ、藤沢市との境界をなす。

## 歴史

### 沿革
- 戦国時代にはすでに「本郷」の名が見られる。
- 江戸時代 - 高座郡本郷村成立。宝永期から幕末にかけては恩馬村・恩馬本郷村とも呼称された。
- 1868年（明治元年） - 本郷村、神奈川府を経て神奈川県に所属。
- 1889年（明治22年）4月1日 - 町村制施行により高座郡有馬村大字本郷となる。
- 1955年（昭和30年）7月20日 - 有馬村が海老名町と合併し、海老名町の大字となる。
- 1971年（昭和46年）11月1日 - 海老名町が市制施行し、海老名市となる。

## 世帯数と人口
2023年（令和5年）1月1日現在（海老名市発表）の世帯数と人口は以下の通りである。
| 大字 | 世帯数  | 人口    |
| ---- | ------- | ------- |
| 本郷 | 800世帯 | 2,155人 |

### 人口の変遷
国勢調査による人口の推移。
| 年                 | 人口  |
| ------------------ | ----- |
| 1995年（平成7年）  | 2,359 |
| 2000年（平成12年） | 2,332 |
| 2005年（平成17年） | 2,385 |
| 2010年（平成22年） | 2,326 |
| 2015年（平成27年） | 2,195 |
| 2020年（令和2年）  | 2,176 |

### 世帯数の変遷
国勢調査による世帯数の推移。
| 年                 | 世帯数 |
| ------------------ | ------ |
| 1995年（平成7年）  | 657    |
| 2000年（平成12年） | 687    |
| 2005年（平成17年） | 712    |
| 2010年（平成22年） | 732    |
| 2015年（平成27年） | 779    |
| 2020年（令和2年）  | 784    |

## 学区
市立小・中学校に通う場合、学区は以下の通りとなる（2022年12月時点）。
- 番・番地等 : 全域
  - 小学校 : 海老名市立有馬小学校
  - 中学校 : 海老名市立有馬中学校

## 事業所
2021年（令和3年）現在の経済センサス調査による事業所数と従業員数は以下の通りである。
| 大字 | 事業所数  | 従業員数 |
| ---- | --------- | -------- |
| 本郷 | 265事業所 | 5,054人  |

### 事業者数の変遷
経済センサスによる事業所数の推移。
| 年                 | 事業者数 |
| ------------------ | -------- |
| 2016年（平成28年） | 263      |
| 2021年（令和3年）  | 265      |

### 従業員数の変遷
経済センサスによる従業員数の推移。
| 年                 | 従業員数 |
| ------------------ | -------- |
| 2016年（平成28年） | 4,896    |
| 2021年（令和3年）  | 5,054    |

## 交通

### 鉄道
南東部をJR東海道新幹線が通過するが、駅はない（新横浜駅 - 小田原駅間）。

### バス
- 神奈川中央交通
  - 長16系統 海老名駅東口行・長後駅西口行
- 神奈川中央交通・相鉄バス
  - 実証運行路線 海老名駅行・寒川駅行
- 綾瀬市コミュニティバス
  - かわせみ5号 高座屋内温泉プール行・綾瀬市役所行 - 終点の高座屋内温泉プール周辺のみ海老名市内に入っている。

かつては海老名市コミュニティバス大谷・南部ルート（2010年まで）・本郷ルート（2010年 - 2014年）が海老名駅と本郷コミュニティセンターを結んでいたが、上記の実証運行路線と入れ替わりに運行休止となった。

### 道路
主要地方道
- 神奈川県道22号横浜伊勢原線 - 中央部を東西に走る。
- 神奈川県道43号藤沢厚木線 - 東端から北西方向へ走る。

一般県道
- 神奈川県道406号吉岡海老名線 - 東端を南北に走り、綾瀬市との境界をなす。

## 施設
- 海老名市立有馬中学校
- 相模みのり幼稚園
- 本郷コミュニティセンター
- ケーヨーデイツー海老名店
- フードワン海老名店
- 富士フイルムビジネスイノベーション海老名事業所
- 毎日新聞首都圏センター海老名工場
- 日本NCR海老名事業所（日本ソルテック本社）
- オグラ本社
- 神奈川県畜産技術センター
- 神奈川県豚産肉能力検定所
- 高座清掃施設組合
- 高座施設組合屋内温水プール
- 本覚寺
- 金剛寺
- 真光寺
- 寿閑寺
- 本郷神社

公立小学校の学区は全域で海老名市立有馬小学校、公立中学校は海老名市立有馬中学校。

## 史跡
- 半井驢庵下屋敷跡
- 有馬のハルニレ（なんじゃもんじゃの木）

## その他

### 日本郵便
- 郵便番号 : 243-0417[3]（集配局 : 綾瀬郵便局[15]）。